# Еник тип U6
Еник тип U6 (фр. Unic Type U6) је аутомобил произведен 1934. године од стране француског произвођача аутомобила Еник.
Еник тип U6 17CV имао је алуминијумску главу мотора, ваздушне вентиле и два карбуратора типа Зенит. Максимална брзина аутомобила износила је 125 км/ч.